# Mustajärvi (Letala, Egentliga Finland)
Mustajärvi eller Iso Mustajärvi är en sjö i Finland. Den ligger i Letala stad i landskapet Egentliga Finland, i den sydvästra delen av landet, 190 km nordväst om huvudstaden Helsingfors. Mustajärvi ligger 52 meter över havet. I omgivningarna runt Mustajärvi växer i huvudsak barrskog. Arean är 33,5 hektar och strandlinjen är 3,82 kilometer lång. Sjön  ingår i Bottenhavets kustområde. 